# Hilgenrieder Bucht
Koordinaten: 53° 39′ 33″ N, 7° 22′ 0″ O

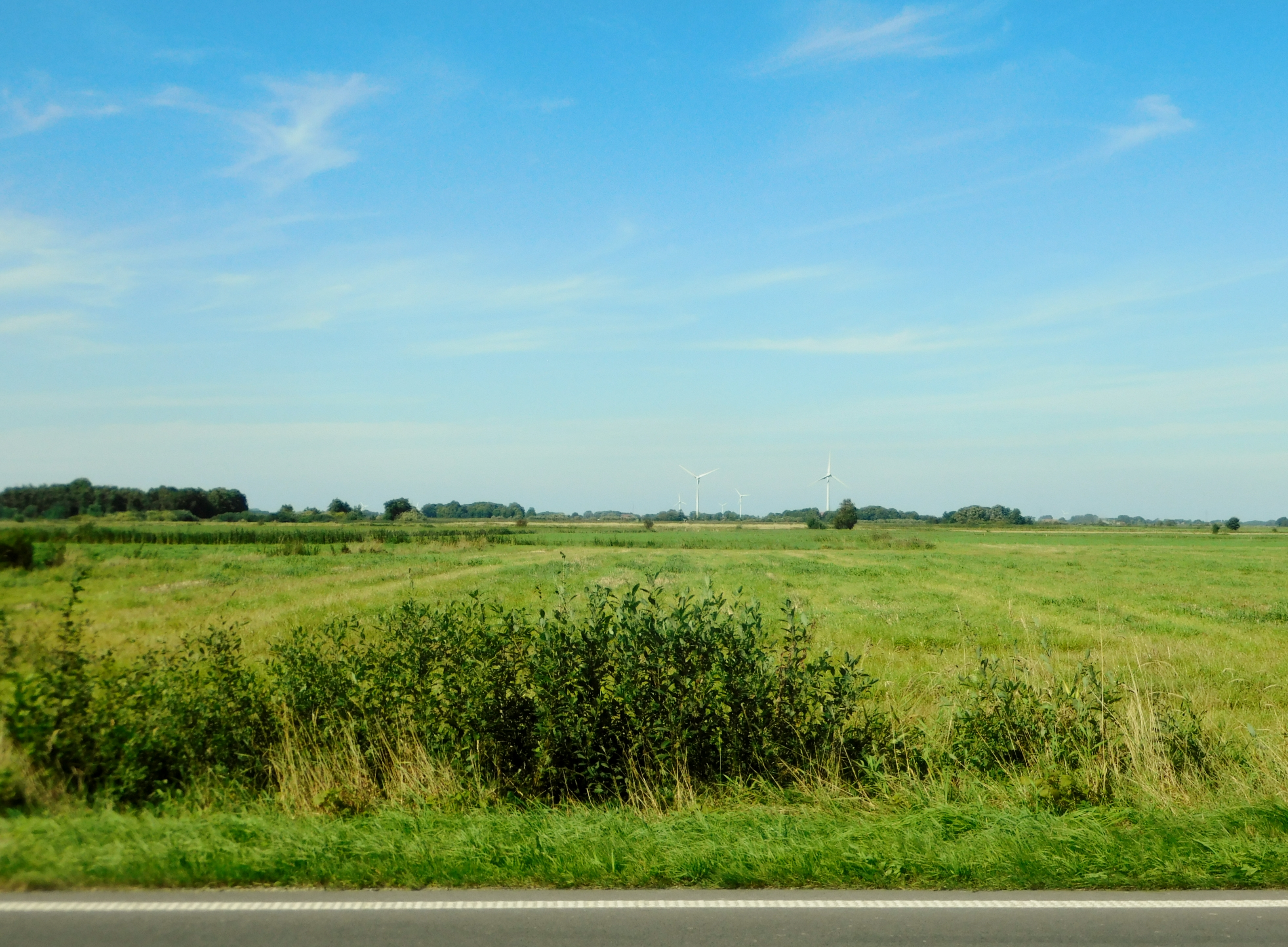
Ehemalige Hilgenrieder Bucht vom Blandorf-Wichter Geestrand aus gesehen

Die Hilgenrieder Bucht ist eine heute weitgehend verlandete Bucht bei Hilgenriedersiel, einem  Ortsteil der Gemeinde Hagermarsch im niedersächsischen Landkreis Aurich. Sie entstand vermutlich während der Dünkirchen-I-Transgression durch Auswaschung der Mündung eines oder mehrerer kleiner Bäche.
Am östlichen Rand der Bucht entstand im 9. Jahrhundert der Ort Nesse als Handelssiedlung und wichtiger Hafen. Die Gegend um die Hilgenrieder Bucht war vermutlich der Austragungsort der sogenannten Schlacht bei Norditi, in der im Jahre 884 ein friesisches Heer unter der Führung des Erzbischofs Rimbert von Bremen-Hamburg über dänische Wikinger siegte, was den vollständigen Rückzug der Wikinger aus Ostfriesland zur Folge hatte.
Die Bucht konnte während des hohen Mittelalters relativ leicht eingedeicht werden, da die Zuflüsse nur ein sehr kleines Einzugsgebiet hatten und die Verlandung so durch abfließendes Wasser nur wenig behindert wurde. Spätestens um die Mitte des 13. Jahrhunderts war Nesse bereits vom Wasser abgeschnitten und um 1300 war die Deichlinie bereits geschlossen.